# Pandalopsis dispar
Pandalopsis dispar är en kräftdjursart som beskrevs av M. J. Rathbun 1902. Pandalopsis dispar ingår i släktet Pandalopsis och familjen Pandalidae. Inga underarter finns listade i Catalogue of Life.